# Banque populaire (Marokko)
Die marokkanische Banque Populaire (arabisch البنك الشعبي, DMG al-Bank aš-Šaʿbī; zu deutsch Volksbank), auch Groupe Banque Populaire (GBP) oder Banque Centrale Populaire (BCP), ist eine genossenschaftliche Bank- und Finanzgruppe mit Sitz Casablanca, die sich aus dem Crédit populaire du Maroc, seinen spezialisierten Tochtergesellschaften und ihren Stiftungen zusammensetzt.
Der Crédit populaire du Maroc (CPM) setzt sich aus der Banque Centrale Populaire (BCP) – der börsennotierten Zentralinstitution – und den genossenschaftlich organisierten regionalen Banken (Banque populaires régionales, BRP) zusammen. Die CPM ist die zweitgrößte Bankengruppe in Marokko (nach der Attijariwafa Bank) mit einem Marktanteil von 26 % (Stand 2018).
Die Gruppe ist international in 24 Ländern präsent, davon 11 in Afrika. In Deutschland ist die Bank durch eine Niederlassung ihrer Filiale Banque Chaabi du Maroc in Frankfurt vertreten.
Die Aktien sind an der Bourse de Casablanca notiert und sowohl Teil des Moroccan All Shares Index (MASI) als auch des MASI 20, dem Index der 20 meist gehandelten Unternehmen.